# Lista de jogos em consoles da Nintendo
A lista de jogos em consoles da Nintendo cobre os jogos eletrônicos presentes oficialmente em consoles da Nintendo. Esta lista inclui jogos para consoles de mesa, consoles portáteis e consoles híbridos.

## Consoles de mesa
- Lista de jogos para Nintendo Entertainment System
- Lista de jogos para Super Nintendo Entertainment System
- Lista de jogos para Nintendo 64
- Lista de jogos para Nintendo GameCube
- Lista de jogos para Wii
- Lista de jogos para Wii U

## Consoles portáteis
- Lista de jogos para Game Boy
- Lista de jogos para Virtual Boy
- Lista de jogos para Game Boy Color
- Lista de jogos para Game Boy Advance
- Lista de jogos para Nintendo DS
- Lista de jogos para Nintendo 3DS

## Consoles híbridos
- Lista de jogos para Nintendo Switch

## Outros
- Lista de jogos para Nintendo DSi e DS Ware